# Some Kind of Wonderful (brano musicale)
Some Kind of Wonderful è un brano musicale di Gerry Goffin e Carole King inciso per la prima volta nel 1961 dal gruppo musicale statunitense The Drifters, pubblicato nel 1961 su etichetta discografica Atlantic Records. 